# Fátima Flórez
María Eugenia Flórez (Olivos, Buenos Aires, 3 de febrero de 1978), conocida artísticamente como Fátima Flórez, es una actriz, bailarina, humorista y conductora argentina.
Es principalmente conocida por haber sido la conductora junto a Gabriela Sobrado de Plan TV, y por sus imitaciones de la expresidenta Cristina Fernández de Kirchner en Periodismo para todos, conducido por el periodista Jorge Lanata.
Ha ganado tres premios Martín Fierro (2013, 2015 y 2023), gracias a sus imitaciones en Periodismo para todos y ShowMatch, mientras que por su labor en teatro ha ganado cinco premios Carlos, siete premios Estrella de Mar, ocho premios VOS, además de ser la única artista argentina que ganó tres oros (dos Carlos de Oro y un Estrella de Mar de Oro) en las temporadas de teatro. En 2025 recibió su primer  Premio Micrófono de Oro y  Martín Fierro de Teatro respectivamente.
Desde agosto de 2023 a abril de 2024,  tuvo una relación con el Presidente de la Nación Argentina, el economista Javier Milei.

## Biografía
Nació en Olivos el 3 de febrero de 1978. Allí vivió durante toda su infancia hasta la secundaria. Jugó al hockey desde los 6 a los 14 años. Su padre era arquitecto y su madre profesora de geografía. Tiene una hermana dos años mayor.
Durante la escuela primaria realizaba imitaciones de sus maestros y profesores, particularmente de la maestra de 5.º grado, Norma Kauffman, quien tenía un modo particular de hablar.
Comenzó su carrera estudiando y tomando clases de actuación, baile y canto. Mientras tanto realizaba imitaciones a modo de pasatiempo, donde su primer personaje fue Xuxa.
Empezó a los 17 años formando parte como bailarina y asistente de coreografías de distintas obras dirigidas por Pepe Cibrián Campoy, tales como El Jorobado de París, Drácula y El Rey David.
En 2000 se integra al grupo musical Las Primas (Las Primas del 2000). En 2001, a la edad de 23 años, viajó como parte de ellas a Perú, donde participaron del programa de TV La paisana Jacinta, de Frecuencia Latina. Fue allí donde se puso de novia con su exmarido y primer novio, Norberto Marcos (unos 25 años mayor que ella), que por entonces producía a ese conjunto femenino. Él descubrió su don como imitadora en la intimidad. Debido a que Norberto es muy devoto de la Virgen de Fátima, le aconsejó ponerse este nombre artístico, el cual consideró que impactaría más en el público.También participó en el programa Risas de América de América Televisión (Perú).
En 2005 fue contratada por Carlos Perciavalle como vedette principal, para encabezar junto a él su espectáculo Revivamos el Concert. También se une al elenco del programa No hay 2 sin 3, junto a Pablo Granados, Pachu Peña y Freddy Villareal. Asimismo, tuvo la oportunidad de encabezar la obra “El mundial de la risa y El viaje del humor, junto con Jorge Corona, donde además de ser bailarina comenzó a destacarse por llevar a cabo algunas imitaciones.
Se desempeñó como coconductora y humorista en el programa De 9 a 12, junto a Maby Wells y Macu Mazucca, donde se caracterizó por imitar a Natalia Fassi; participó en el programa "La risa es bella", junto a Freddy Villarreal, y en el ciclo "A la manera de Sofovich" con Gerardo Sofovich. Además, se desempeñó como humorista en el programa "El muro infernal", junto a Marley.
En 2009 fue parte del programa De lo nuestro lo peor... y lo mejor programa conducido por Fabián Gianola que se emitía por Canal 13, donde interpretaba a "la computadora". Ese mismo año se destacó por formar parte del programa Showmatch, conducido por Marcelo Tinelli, dentro del segmento Gran Cuñado y Gran Cuñado VIP, donde personificó a Nacha Guevara, a Viviana Canosa y a Silvia Süller.
En 2011 incursionó como conductora del programa Plan TV emitido por Canal 13, junto a Gabriela Sobrado, donde además de conducir realizó diversas imitaciones.
En 2012 formó parte del programa Periodismo para todos emitido por Canal 13, conducido por Jorge Lanata, donde se destacaba por imitar a la presidenta argentina Cristina Fernández de Kirchner, entre otros personajes políticos. Pero luego de tres años de participar, la producción del programa decidió quitar la sección de humor.
En 2013 encabezó su propio espectáculo Fátima Flórez es Única, bajo la dirección artística de su marido Norberto Marcos y la producción de Daniel Faroni, en el teatro Provincial de Mar del Plata, en el que interpretó a treinta personajes diferentes. El espectáculo continuó en Buenos Aires, Villa Carlos Paz y de gira por el interior del país. A su vez, previo a este espectáculo, fue premiada por Ciudad Magazine con el galardón Los Más Clickeados de ese mismo año.
En 2014 participó en Showmatch, haciendo diversas imitaciones de figuras públicas que formaban parte del concurso Bailando 2014, parodiando tanto a los participantes como a los miembros del jurado. También ese mismo año hace su debut en cine de la mano de Luis Scalela y Carlos Mentasti en la película Bañeros 4: Los Rompeolas", donde interpretó a Kiara, la dueña de un acuario que debe impedir que le roben su propiedad.
En 2016 volvió a formar parte de Showmatch, en el segmento Gran Cuñado, en el que se destacó por imitar a Cristina Fernández de Kirchner, la gobernadora de Buenos Aires María Eugenia Vidal, la vicepresidenta Gabriela Michetti, la diputada Elisa Carrió y Vicky Xipolitakis junto a José Otavis.
En 2017 se destacó en el programa de Susana Giménez, realizando imitaciones en el sketch de La empleada pública, como CFK, Silvia Süller, Gladys La Bomba Tucumana y la misma Susana Giménez; también personificó a los invitados, realizó musicales y popurrís.
En 2018 se presentó en Mar del Plata con Fátima Superstar, obteniendo 2 premios Estrella de Mar por labor cómica femenina y el oro. En diciembre de ese mismo año, se presentó en Carlos Paz con Fátima es mágica, obteniendo 4  premios VOS por mejor labor femenina y momento perfecto junto a Ariel Tarico, así como también el premio Carlos de oro por mejor humorístico-musical. Fátima es Mágica también fue presentado en diciembre de 2019 en Mar del Plata, obteniendo un premio Estrella de Mar en 2020.
En 2020 fue convocada para reemplazar a Carmen Barbieri en el Cantando 2020, rindiendo bien en la primera gala. Luego la producción del programa, optó por convocar a Luisa Albinoni, generando un malestar en Flórez. También presentó su show Fátima Superstar por streaming.
En 2021 presentó Fátima es camaleónica debutando como directora de coreografía y artística del espectáculo, en Carlos Paz y obteniendo 2 premios Carlos por mejor humorístico musical y consagración. Por localidades agotadas, agregó fechas en febrero de ese mismo año. A su vez, formó parte de  Showmatch La Academia haciendo imitaciones en Politichef y homenajeando a Gilda junto a Ángela Leiva dentro del programa conducido por Marcelo Tinelli, y en diciembre, presentó el mismo espectáculo en Mar del Plata, el cual debió suspender fechas por contagiarse de COVID-19.
Durante el 2022, continuó sumando funciones en Mar del Plata.y obtuvo un premio Estrella de Mar. A su vez, realizó una gira nacional e internacional (con presentaciones en Uruguay y Miami con localidades agotadas) generando controversias con Susana Giménez, Moria Casan y Carmen Barbieri por la forma en la que Flórez imitaba a las conductoras.En diciembre de ese mismo año, presentó Fátima de Oro (que luego fue cambiado por Fátima de película y posteriormente a Fátima es Mundial debido a una demanda de la empresa Metro-Goldwyn-Mayer por explotación ilegal de sus derechos de propiedad intelectual)en Carlos Paz, obteniendo 9 nominaciones a los premios Carlos en 2023 y ganando en 4, entre ellas, mejor humorístico-musical y el premio Ana María Alfaro (una distinción especial del jurado).
En febrero de 2023 anunció la separación de Norberto Marcos, tras 22 años de relación, en el programa LAM de Ángel de Brito. En agosto de ese mismo año, se vinculó sentimentalmente con Javier Milei (actual Presidente de la Nación Argentina), donde ambos fueron invitados a Almorzando con Mirtha Legrand donde la conductora Mirtha Legrand los había recibido tiempo atrás, cuando se conocieron por primera vez. En diciembre de ese año, presentó 100% Fátima en Mar del Plata junto a Marcelo Polino, con la presencia del mandatario en la primera función, a sala llena. Obtuvo 2 premios Estrella de Mar en 2024.
En 2024, tras varios meses de pareja, en abril el economista tomó la decisión por redes sociales, de desvincularse de Flórez.En junio realizó su primer Estadio Luna Park con localidades agotadas, presentando 100% Fátima junto a Marcelo Polino y Pablo Lescano líder del grupo Damas Gratis. En septiembre obtuvo el Premio Martín Fierro 2024 por su participación en el  Bailando 2023.En septiembre, se presentó en Las Vegas y en diciembre presentó 100% Fátima en Carlos Paz con entradas agotadas.Obtuvo 3 premios Carlos en 2025, entre ellos, mejor humorístico-musical.
Durante el 2025 se la vinculó con Federico Bal. En junio de ese mismo año, viajó a México para recibir el Premio Micrófono de Oro otorgado por la Asociación Nacional de Locutores de México. Obtuvo el  Premio Martín Fierro de Teatro por mejor obra temporada estrenada en Mar Del Plata / Villa Carlos Paz y se cruzó con su expareja, Norberto Marcos. También existieron rumores de reconciliación con Javier Milei, aunque Flórez aclaró que sólo existe amistad.

## Teatro
| Año       | Título                             | Rol                                                     |
| --------- | ---------------------------------- | ------------------------------------------------------- |
| 2005      | Revivamos el concert               | Vedette principal                                       |
| 2005      | El viaje del humor                 | Imitadora y humorista                                   |
| 2006      | García, el de la guía              | Vedette cómica                                          |
| 2007      | El último argentino virgen         | Meretriz                                                |
| 2008      | Varieté para María Elena           | Imitadora y humorista                                   |
| 2009      | Celebra la risa                    | Vedette cómica                                          |
| 2010      | Gracias a la Villa                 | Imitadora principal                                     |
| 2011      | El gran burlesque                  | Imitadora, vedette cómica y showwoman                   |
| 2012      | La revista de Buenos Aires         | Imitadora, humorista y vedette cómica                   |
| 2012-2013 | Fátima Flórez es única             | Imitadora principal                                     |
| 2013-2014 | Fátima Flórez es única en la Villa | Imitadora principal                                     |
| 2014-2015 | Fátima para todos                  | Imitadora principal                                     |
| 2015-2016 | Fátima para todos, yo soy así      | Imitadora principal                                     |
| 2016-2017 | Genias-Las 1000 y 1 Fátima         | Imitadora principal                                     |
| 2017-2018 | Fátima superstar                   | Imitadora principal                                     |
| 2018-2020 | Fátima es mágica                   | Imitadora principal                                     |
| 2021-2022 | Fátima es camaleónica              | Imitadora principal, dirección artística y coreografías |
| 2023-2024 | Fátima es Mundial                  | Imitadora principal                                     |
| 2024-2025 | 100% Fátima                        | Imitadora principal, dirección general y coreografías   |

## Televisión
| Año                                | Título                              | Rol                    | Canal              | Notas                                        |
| ---------------------------------- | ----------------------------------- | ---------------------- | ------------------ | -------------------------------------------- |
| 2009-2011                          | De lo nuestro lo peor... y lo mejor | Imitadora              | eltrece            | Participaciones esporádicas                  |
| 2009-2016                          | Showmatch                           | Imitadora              | eltrece            | Participaciones esporádicas                  |
| 2010                               | La risa es bella                    | Imitadora              | eltrece            |                                              |
| 2012-2015                          | Periodismo para todos               | Imitadora              | eltrece            | Personifica a Cristina Fernández de Kirchner |
| 2011-2017                          | Plan TV                             | Conductora e imitadora | eltrece            | Junto a Gabriela Sobrado                     |
| 2014                               | Bien de verano                      | Panelista invitada     | Magazine           |                                              |
| 2014                               | Soñando por cantar 2014             | Invitada especial      | eltrece            |                                              |
| 2014                               | Bailando 2014                       | Participante           | eltrece            | 14.a eliminada                               |
| 2015                               | La mesa está lista                  | Invitada especial      | eltrece            |                                              |
| 2015, 2018                         | El diario de Mariana                | Invitada especial      | eltrece            |                                              |
| 2016                               | Hacelo feliz                        | Jurado invitada        | eltrece            |                                              |
| 2016, 2020, 2021                   | Los ángeles de la mañana            | Panelista invitada     | eltrece            |                                              |
| 2016                               | Como anillo al dedo                 | Invitada especial      | eltrece            |                                              |
| 2015, 2016, 2018, 2019, 2020, 2021 | Almorzando con Mirtha Legrand       | Invitada especial      | eltrece            |                                              |
| 2017                               | Susana Giménez                      | Imitadora              | Telefe             | Participación en sketchs e imitaciones       |
| 2017                               | Podemos hablar                      | Invitada especial      | Telefe             |                                              |
| 2018                               | Debo decir                          | Invitada especial      | América TV         |                                              |
| 2018                               | Los especialistas del show          | Invitada especial      | eltrece            |                                              |
| 2018                               | Pampita Online                      | Invitada especial      | Telefe             |                                              |
| 2018                               | Hay que ver                         | Invitada especial      | elnueve            |                                              |
| 2018                               | Intrusos                            | Panelista invitada     | América TV         |                                              |
| 2018                               | La tribuna de Guido                 | Panelista invitada     | eltrece            |                                              |
| 2018, 2021                         | Polémica en el bar                  | Panelista invitada     | América TV         |                                              |
| 2018, 2019                         | Cortá por Lozano                    | Panelista invitada     | Telefe             |                                              |
| 2019                               | Bailando 2019                       | Ella misma             | eltrece            | Participación especial en Salsa en trío      |
| 2019                               | La peña de morfi                    | Invitada especial      | Telefe             |                                              |
| 2019                               | Pamela a la tarde                   | Invitada especial      | América TV         |                                              |
| 2019                               | Hoy nos toca a las diez             | Invitada especial      | Canal de la Ciudad |                                              |
| 2019                               | Pasapalabra                         | Panelista invitada     | eltrece            |                                              |
| 2020                               | Tu fabuloso finde                   | Invitada especial      | elnueve            |                                              |
| 2019, 2020                         | La noche de Mirtha Legrand          | Invitada especial      | eltrece            |                                              |
| 2020                               | Corte y confección                  | Invitada especial      | eltrece            |                                              |
| 2020, 2021                         | Bendita                             | Invitada especial      | elnueve            |                                              |
| 2020                               | Cantando 2020                       | Ella misma             | eltrece            | Participaciones múltiples                    |
| 2020                               | Implacables                         | Panelista invitada     | elnueve            |                                              |
| 2020                               | Confrontados                        | Invitada especial      | elnueve            |                                              |
| 2020, 2021                         | Flor de equipo                      | Invitada especial      | Telefe             |                                              |
| 2021                               | Fantino a la tarde                  | Invitada especial      | América TV         |                                              |
| 2021                               | Santo especial                      | Panelista invitada     | América TV         |                                              |
| 2021                               | El club de las divorciadas          | Panelista invitada     | eltrece            |                                              |
| 2021                               | Showmatch: La academia              | Ella misma             | eltrece            | Participaciones múltiples                    |

## Cine
| Año  | Película                 | Personaje | Director     |
| ---- | ------------------------ | --------- | ------------ |
| 2014 | Bañeros 4: Los rompeolas | Kiara     | Rodolfo Ledo |

## Imitaciones
- Alejandra Maglietti
- Aschira
- Adabel Guerrero
- Barbie Vélez
- Beatriz Salomon
- Belén Francese
- Britney Spears
- Carina Zampini
- Carmen Barbieri
- Catherine Fulop
- Charlotte Caniggia
- Claribel Medina
- Cristina Kirchner
- Celia Cruz
- China Zorrilla
- Coki Ramírez
- Esmeralda Mitre
- Gabriela Michetti
- Gabriela Sabatini
- Gladys Florimonte (como Zulma de Tinelli)
- Gladys, la bomba Tucumana
- Gilda
- Graciela Alfano
- Iliana Calabró
- Jennifer Lopez
- Jésica Cirio
- Justin Bieber
- Karina, la Princesita
- Karina Jelinek
- Karina Rabolini
- La Bomba Tucumana
- Lady Gaga
- Lali Espósito
- Laura Fidalgo
- Laurita Fernández
- Amaia Montero
- Lia Crucet
- Liza Minnelli
- Lita de Lazari
- Lilita Carrió
- Lucía Galán
- Luis Miguel
- Madonna
- Marcela Coronel
- Marge Simpson
- María Becerra
- María Eugenia Ritó
- María Eugenia Vidal
- Mariana Fabbiani
- Mariana Nannis
- Marixa Balli
- Marta Sánchez
- Maru Botana
- Mercedes Sosa
- Michael Jackson
- Mariela "Mimi" Alvarado (Novia de El Tirri)
- Mirtha Legrand
- Moria Casán
- Nacha Guevara
- Natalia Fassi
- Nicole Neumann
- Nicki Nicole
- Panam
- Patricia Sosa
- Patricia Bullrich
- Paula Chaves
- Paulina Rubio
- Rafaella Carrá
- Shakira
- Silvia Süller
- Silvina Escudero
- Soledad Pastorutti
- Soledad Silveyra
- Susana Giménez
- Susana Roccasalvo
- Tina Turner
- Tini
- Thalia
- Teresa Parodi
- Tita Merello
- Valeria Lynch
- Vicky Xipolitakis
- Viviana Canosa
- Xuxa
- Yanina Latorre

## Premios y nominaciones

### En televisión
| Premios Martín Fierro | Premios Martín Fierro   | Premios Martín Fierro            | Premios Martín Fierro | Premios Martín Fierro |
| Año                   | Categoría               | Trabajo Nominado                 | Resultado             | Ref.                  |
| --------------------- | ----------------------- | -------------------------------- | --------------------- | --------------------- |
| 2011                  | Mejor labor humorística | De lo nuestro lo peor y lo mejor | Nominada              | [ 58 ]                |
| 2013                  | Mejor labor humorística | Periodismo para todos            | Ganadora              | [ 59 ]                |
| 2015                  | Mejor labor humorística | Periodismo para todos            | Ganadora              | [ 60 ]                |
| 2024                  | Mejor Labor Humorística | Bailando 2023                    | Ganadora              | [ 61 ]                |

| Premios Tato | Premios Tato       | Premios Tato          | Premios Tato | Premios Tato |
| Año          | Categoría          | Trabajo Nominado      | Resultado    | Ref.         |
| ------------ | ------------------ | --------------------- | ------------ | ------------ |
| 2013         | Mejor labor cómica | Periodismo para todos | Nominada     | [ 62 ]       |

### En teatro
| Premios Carlos | Premios Carlos                          | Premios Carlos                      | Premios Carlos | Premios Carlos |
| Año            | Categoría                               | Trabajo Nominado                    | Resultado      | Ref.           |
| -------------- | --------------------------------------- | ----------------------------------- | -------------- | -------------- |
| 2014           | Mejor espectáculo humorístico           | Fátima Florez, Es única en la Villa | Ganadora       | [ 63 ]         |
| 2014           | Mejor music hall                        | Fátima Florez, Es única en la Villa | Ganadora       | [ 63 ]         |
| 2014           | Mejor labor humorística                 | Fátima Florez, Es única en la Villa | Nominada       | [ 63 ]         |
| 2016           | Premio Carlos de Oro                    | Fátima Para Todos                   | Ganadora       | [ 64 ]         |
| 2016           | Mejor humorístico musical               | Fátima Para Todos                   | Ganadora       | [ 64 ]         |
| 2017           | Mejor humorístico musical               | Genias, las mil y una Fatima        | Nominada       | [ 65 ]         |
| 2018           | Mejor labor cómica femenina             | Fátima Superstar                    | Ganadora       | [ 66 ]         |
| 2018           | Premio Carlos de Oro                    | Fátima Superstar                    | Ganadora       | [ 66 ]         |
| 2021           | Premio Carlos Consagración              | Fátima es camaleónica               | Ganadora       | [ 67 ]         |
| 2021           | Mejor humorístico-musical               | Fátima es camaleónica               | Ganadora       | [ 67 ]         |
| 2023           | Mejor humorístico-musical               | Fátima es Mundial                   | Ganadora       | [ 68 ]         |
| 2023           | Mejor escenografía virtual              | Fátima es Mundial                   | Ganadora       | [ 68 ]         |
| 2023           | Premio Carlos 2023 - “Ana María Alfaro” | Fátima es Mundial                   | Ganadora       | [ 68 ]         |
| 2023           | Mejor sonido                            | Fátima es Mundial                   | Nominada       | [ 68 ]         |
| 2023           | Mejor iluminación                       | Fátima es Mundial                   | Nominada       | [ 68 ]         |
| 2024           | Mejor humorístico-musical               | 100% Fátima                         | Ganadora       | [ 69 ]         |
| 2024           | Mejor sonido                            | 100% Fátima                         | Ganadora       | [ 69 ]         |
| 2024           | Mejor vestuario                         | 100% Fátima                         | Ganadora       | [ 69 ]         |
| 2024           | Mejor dirección de espectáculo          | 100% Fátima                         | Nominada       | [ 69 ]         |
| 2024           | Mejor ejecución musical en vivo         | 100% Fátima                         | Nominada       | [ 69 ]         |

| Premios Estrella de Mar | Premios Estrella de Mar       | Premios Estrella de Mar        | Premios Estrella de Mar | Premios Estrella de Mar |
| Año                     | Categoría                     | Trabajo Nominado               | Resultado               | Ref.                    |
| ----------------------- | ----------------------------- | ------------------------------ | ----------------------- | ----------------------- |
| 2013                    | Mejor music hall              | Fátima Florez es única         | Nominada                | [ 70 ]                  |
| 2013                    | Mejor labor cómica femenina   | Fátima Florez es única         | Ganadora                | [ 70 ]                  |
| 2015                    | Mejor music hall              | Fátima para todos. Yo soy así. | Ganadora                | [ 71 ]                  |
| 2015                    | Mejor labor cómica femenina   | Fátima para todos. Yo soy así. | Ganadora                | [ 71 ]                  |
| 2018                    | Premio Estrella de Mar de Oro | Fátima Superstar               | Ganadora                | [ 72 ]                  |
| 2018                    | Mejor music hall              | Fátima Superstar               | Nominada                | [ 72 ]                  |
| 2018                    | Mejor labor cómica femenina   | Fátima Superstar               | Ganadora                | [ 72 ]                  |
| 2020                    | Variedades                    | Fátima es mágica               | Ganadora                | [ 73 ]                  |
| 2022                    | Variedades                    | Fátima es Camaleónica          | Ganadora                | [ 74 ]                  |
| 2024                    | Show de humor                 | 100% Fátima                    | Ganadora                | [ 75 ]                  |
| 2024                    | Producción                    | 100% Fátima                    | Ganadora                | [ 75 ]                  |

| Premios VOS | Premios VOS                      | Premios VOS                 | Premios VOS | Premios VOS   |
| Año         | Categoría                        | Trabajo Nominado            | Resultado   | Ref.          |
| ----------- | -------------------------------- | --------------------------- | ----------- | ------------- |
| 2014        | Consagración                     | Fátima es única en la villa | Nominada    | [ 76 ] [ 77 ] |
| 2014        | Mejor humorista                  | Fátima es única en la villa | Ganadora    | [ 76 ] [ 77 ] |
| 2016        | Mejor humorista femenina         | Fátima para todos           | Nominada    | [ 78 ]        |
| 2017        | Mejor actriz                     | Genia, las mil y una Fátima | Ganadora    | [ 79 ]        |
| 2019        | Mejor show de variedades         | Fátima es mágica            | Ganadora    | [ 80 ]        |
| 2019        | Mejor labor protagónico femenina | Fátima es mágica            | Ganadora    | [ 80 ]        |
| 2019        | El momento perfecto              | Fátima es mágica            | Ganadora    | [ 80 ]        |

| Premio Micrófono de Oro | Premio Micrófono de Oro           | Premio Micrófono de Oro | Premio Micrófono de Oro | Premio Micrófono de Oro |
| Año                     | Categoría                         | Resultado               | Ref.                    |                         |
| ----------------------- | --------------------------------- | ----------------------- | ----------------------- | ----------------------- |
| 2025                    | Premio a la trayectoria artística | Ganadora                | [ 81 ]                  |                         |

| Martín Fierro de Teatro 2025 | Martín Fierro de Teatro 2025                                       | Martín Fierro de Teatro 2025 | Martín Fierro de Teatro 2025 | Martín Fierro de Teatro 2025 |
| Año                          | Categoría                                                          | Trabajo Nominado             | Resultado                    | Ref.                         |
| ---------------------------- | ------------------------------------------------------------------ | ---------------------------- | ---------------------------- | ---------------------------- |
| 2025                         | Mejor obra temporada estrenada en Mar Del Plata / Villa Carlos Paz | 100% Fátima                  | Ganadora                     | [ 82 ]                       |